# Periodo parlamentario 2022-2026 del Congreso Nacional de Honduras
La 12.ª Legislatura del Congreso corresponde a las sesiones legislativas del parlamento elegido en las elecciones generales de 2021, que se instaló el 25 de enero de 2022 con el mandato de sesionar hasta el 25 de enero de 2026.
Este periodo desde su inicio se ha caracterizado por la polarización existente entre la bancada oficialista con las de la oposición, que son mayoría. En el inicio de su instalación se impuso a Luis Redondo como presidente del mismo, a pesar de no haber logrado los votos necesarios para ello, contrario a Jorge Calix quién fue retirado del cargo.

## Sesión de Instalación

### Controversia
El nuevo Congreso de Honduras se inauguró el 21 de enero de 2022, de esa manera su labor legislativa 2022-2026 iniciaba con la elección de su directorio provisional. El ministro del Interior, Leonel Ayala, abrió la sesión y 20 diputados del partido Libertad y Refundación (Libre) propusieron a Jorge Cálix como presidente provisional, que propició el quiebre de un pacto con el partido aliado. Ayala juramentó a Cálix, y en medio de gritos de «traidores» y «Xiomara», siete diputados a fines a Castro subieron para agredir golpes  a Cálix, obligándolo a huir. Los diputados saltaron al frente de la sala, comenzaron a destrozar los protectores de plástico y se dirigieron hacia el recién juramentado Cálix, tirando patadas y golpes que fueron captadas en cámara y en los micrófonos.
Cabe mencionar que el Partido Libre contaba con 50 diputados tras la elección, lo que le otorgaba la mayoría en el pleno, pero tras la expulsión de 18 diputados realizada por el propio partido, se quedaría con solo 32 congresistas.
El 7 de febrero de 2022, luego de una reunión entre la coordinación de Libre y los diputados disidentes, se llegó a un acuerdo en el que el diputado Jorge Cálix renunció a su aspiración como presidente del Congreso Nacional, lo que llevó a que se reintegraran al PL nuevamente.

### Junta Directiva
El día 21 de enero de 2022 Cálix fue escogido presidente de la directiva provisional del Congreso Nacional —y por tanto virtual presidente de ese órgano—, con el apoyo de 85 diputados titulares, incluidos los 20 mencionados de Libre. Su elección causó disturbios al interior de la cámara por parte de los demás diputados electos de Libre y división al interior de ese partido político. Debido a esto, Cálix y otros 17 diputados electos fueron expulsados de Libre por «no apoyar» a la presidenta electa, Xiomara Castro, mientras se les tachaba de "rebeldes" y "traidores".
La mañana del 23 de enero de 2022, Jorge Cálix fue escogido presidente del Congreso Nacional con el voto de 79 diputados titulares electos. La sesión tuvo lugar en un club campestre llamado «Bosques de Zambrano», ya que simpatizantes de Libre convocados por Xiomara Castro se hallaban aglutinados en los bajos de la cámara del Congreso desde el día anterior. En su discurso Cálix dijo: «Esta junta directiva está desde hoy al servicio de la presidenta de Xiomara Castro y de todos el pueblo hondureño sin distinción de colores políticos», a pesar de que el congreso nacional es un organismo de Estado independiente del Ejecutivo. La instalación de la nueva legislatura se realizó vía Zoom, donde se aprobó derogar la Ley de Secretos aprobada en 2014. Simultáneamente, la facción de Luis Redondo hizo una ceremonia en la cámara del Congreso a la que no asistieron la mayoría de diputados propietarios ni los presidentes de los poderes Ejecutivo ni Judicial, quienes entregaron su informe de resultados al presidente del Congreso Jorge Cálix.
La junta directiva que fue elegida por 70 diputados propietarios el 23 de enero de 2022 y que fue desplazada:
| Cargo                      | Nombre                            | Partido                | Departamento      |
| -------------------------- | --------------------------------- | ---------------------- | ----------------- |
| Presidente                 | Jorge Cálix                       | Libertad y Refundación | Francisco Morazán |
| I vice presidente          | Yahvé Salvador Sabillón Cruz      | Libertad y Refundación | Comayagua         |
| II vicepresidente          | Germán Oswaldo Altamirano Díaz    | Libertad y Refundación | Santa Bárbara     |
| III vicepresidente         | Dennis Chirinos                   | Libertad y Refundación | Francisco Morazán |
| IV vicepresidente          | José Edgardo Castro Rodríguez     | Libertad y Refundación | Cortés            |
| V vicepresidente           | Pablo Ramón Soto Bonilla          | Libertad y Refundación | Colón             |
| VI vicepresidente          | Marco Eliud Girón                 | Libertad y Refundación | Francisco Morazán |
| VII vicepresidente         | Marco Aurelio Tinoco Urbina       | Libertad y Refundación | Yoro              |
| VIII vicepresidente        | Sergio Arturo Castellanos Perdomo | Libertad y Refundación | Santa Bárbara     |
| IX vicepresidente          | Karen Vanessa Martínez Barahona   | Partido Anticorrupción | Cortés            |
| I vicepresidente alterna   | Margarita Dabdoub Sikaffi         | Libertad y Refundación | Atlántida         |
| II vicepresidente alterno  | Ronald Panchamé                   | Libertad y Refundación | Comayagua         |
| III vicepresidente alterno | Juan Ramón Flores                 | Libertad y Refundación | Comayagua         |
| IV vicepresidente alterno  | Wilmer Enrique Cruz Paredes       | Libertad y Refundación | Cortés            |
| I secretaria               | Beatriz Valle                     | Libertad y Refundación | Francisco Morazán |
| II secretario              | Héctor Samuel Madrid Sabillón     | Libertad y Refundación | Cortés            |
| I prosecretario            | Mario Amílcar Portillo Contreras  | Libertad y Refundación | Intibucá          |
| II prosecretaria           | Melbi Concepción Ortiz Murillo    | Libertad y Refundación | Yoro              |
| I secretario alterno       | Francis Omar Cabrera Miranda      | Libertad y Refundación | Copán             |
| II secretario alterno      | Mario Enrique Cálix               | Libertad y Refundación | Lempira           |

Tras la toma de posesión de Xiomara Castro como presidenta, Luis Redondo continuó actuando como presidente del Congreso Nacional con el apoyo de ella, a pesar de que él no pudo juramentarla porque su validez como presidente era cuestionable. Su facción, instalada en la cámara del Congreso, hizo votaciones con una minoría de diputados propietarios y algunos suplentes y aprobó leyes que luego fueron publicadas en el diario oficial La Gaceta, después que simpatizantes de Libre invadieran la sede de esta y no permitieran que llegaran los decretos del Congreso de Cálix. Entretanto, el 28 de enero se presentaron ante la Corte Suprema un recurso de inconstitucionalidad contra la directiva de Jorge Cálix y un recurso de amparo a favor del mismo para hacer valer su presidencia, los cuales no fueron admitidos.
El 7 de febrero, luego de una reunión entre el coordinador general de Libre, Manuel Zelaya, y los 17 diputados disidentes en Casa Presidencial, se firmó un acuerdo por el cual Jorge Cálix, «para mantener la paz» y «pensando en la estabilidad del país», cedió la presidencia del Congreso a Luis Redondo, de quien, manifestó en el documento, «lamenta» que dirija las sesiones del Congreso. El acuerdo incluyó la reincorporación de los diputados disidentes a la bancada de Libre. También en el mismo, tanto Cálix como los demás disidentes se comprometieron a apoyar las decisiones y proyectos de la presidenta Xiomara Castro, como parte del proyecto de gobierno que llevaban como organización política. Al día siguiente, Cálix se hizo presente a la sesión del Congreso presidida por Redondo, en compañía de los disidentes y de mariachis cantando El rey. Luego saludó a los miembros de la Junta Directiva y declaró que iba «listo para legislar desde su curul».
La junta directiva que se estableció en la sede del congreso y que ejerce hasta la actualidad es:
| Cargo                      | Nombre                    | Partido                | Departamento      |
| -------------------------- | ------------------------- | ---------------------- | ----------------- |
| Presidente                 | Luis Redondo              | Salvador de Honduras   | Cortés            |
| I Vicepresidente           | Hugo Noé Pino             | Libertad y Refundación | Francisco Morazán |
| II Vicepresidente          | Edgardo Casaña            | Libertad y Refundación | Santa Bárbara     |
| III Vicepresidente         | Rasel Tomé                | Libertad y Refundación | Francisco Morazán |
| IV Vicepresidente          | Sherly Arriaga            | Libertad y Refundación | Cortés            |
| V Vicepresidente           | Iroshka Elvir             | Salvador de Honduras   | Francisco Morazán |
| VI Vicepresidente          | Fátima Mena               | Salvador de Honduras   | Cortés            |
| VII Vicepresidente         | Ricardo Elencoff          | Partido Liberal        | Colón             |
| I Vicepresidente Alterno   | Christian Josué Hernández | Libertad y Refundación | Santa Bárbara     |
| II Vicepresidente Alterna  | Kritza Pérez              | Partido Liberal        | Francisco Morazán |
| III Vicepresidente Alterno | Isis Cuéllar              | Libertad y Refundación | Copán             |
| IV Vicepresidente Alterno  | Rosario Tejeda            | Partido Liberal        | La Paz            |
| V Vicepresidente Alterno   | Carlos Raudales           | Democracia Cristiana   | Francisco Morazán |
| I Secretario               | Carlos Zelaya             | Libertad y Refundación | Olancho           |
| II Secretario              | Luz Angélica Smith        | Libertad y Refundación | Santa Bárbara     |
| I Prosecretario            | Fabricio Sandoval         | Libertad y Refundación | Valle             |
| II Prosecretaria           | Linda Donaire             | Libertad y Refundación | Cortés            |
| I Secretario Alterno       | Juan Alberto Barahona     | Libertad y Refundación | Francisco Morazán |
| II Secretaria Alterna      | Silvia Ayala              | Libertad y Refundación | Cortés            |

## Desarrollo
Durante la legislatura se ha evidenciado la falta de diálogo y consenso entre las bancadas legislativas, principalmente la bancada oficialista, Libertad y Refundación con todas las demás. El apoyo político del gobierno de Castro permitió que el partido Libre controlara ese poder del estado a raíz de la imposición de la junta directiva liderada por Luis Redondo, incluso provocó que Jorge Calix, integrante del partido fuera expulsado del cargo a pesar de haber sido elegido por la mayoría de los diputados. 
El 31 de agosto de 2023, ante el vencimiento del período de cinco años del fiscal general, Óscar Chinchilla y del fiscal adjunto, Daniel Sibrián, las bancadas no lograron elegir a sus sucesores (86 votos requeridos), la plantilla que más votos obtuvo fue la que presentó la oposición con 72 votos integrados por: Marcelo Cabañas como fiscal general y Jenny Almendárez como fiscal general adjunta; mientras que el partido de gobierno presentó a: Johel Zelaya como fiscal general y a Marcelo Cabañas como fiscal general adjunto obteniendo solamente 52 votos. El siguiente día el partido oficial y el gobierno desconocieron a los titulares a pesar de que la ley orgánica del Legislativo los obligaba a permanecer en el cargo hasta que no se presentaran sus sucesores, Chinchilla se retiró pero Sibrián continuó en el cargo de forma interina mientras se elegían a sus sucesores.

## Diputados por departamento
| Departamento      |    |    |    |   |   |   | Total |
| ----------------- | -- | -- | -- | - | - | - | ----- |
| Atlántida         | 3  | 3  | 1  | 1 |   |   | 8     |
| Colón             | 2  | 1  | 1  |   |   |   | 4     |
| Comayagua         | 2  | 2  | 2  | 1 |   |   | 7     |
| Copán             | 1  | 3  | 3  |   |   |   | 7     |
| Cortés            | 9  | 4  | 3  | 3 |   | 1 | 20    |
| Choluteca         | 3  | 4  | 2  |   |   |   | 9     |
| El Paraíso        | 2  | 3  | 1  |   |   |   | 6     |
| Francisco Morazán | 7  | 7  | 6  | 2 |   | 1 | 23    |
| Gracias a Dios    |    |    | 1  |   |   |   | 1     |
| Intibucá          | 1  | 1  | 1  |   |   |   | 3     |
| Islas de la Bahía |    |    | 1  |   |   |   | 1     |
| La Paz            | 1  | 1  | 1  |   |   |   | 3     |
| Lempira           | 1  | 2  | 2  |   |   |   | 5     |
| Ocotepeque        |    | 1  | 1  |   |   |   | 2     |
| Olancho           | 3  | 3  | 1  |   |   |   | 7     |
| Santa Bárbara     | 5  | 3  | 1  |   |   |   | 9     |
| Valle             | 1  | 2  | 1  |   |   |   | 4     |
| Yoro              | 3  | 3  | 2  |   |   |   | 9     |
| Total             | 44 | 43 | 32 | 7 | 0 | 2 | 128   |